# ATSE Graz
ATSE Graz (celým názvem: Arbeiter- Turn- und Sportverein Eggenberg Graz) je rakouský klub ledního hokeje, který sídlí v Grazu ve spolkové zemi Štýrsko. Založen byl v roce 1947. V sedmdesátých letech se stal klub dvojnásobným mistrem Rakouska. V roce 1990 došlo k fúzi s UEC Graz do nově vytvořeného Eishockeyclubu Graz. Obnovení oddílu nastalo až v roce 2008. Od sezóny 2012/13 působí v Steirische Elitelize, třetí nejvyšší rakouské soutěži v ledním hokeji. Klubové barvy jsou červená, bílá a modrá.
Své domácí zápasy odehrává v Eisstadionu Hart s kapacitou 1 500 diváků.

## Historické názvy
Zdroj:
- 1947 – ATSE Graz (Arbeiter- Turn- und Sportverein Eggenberg Graz)
- 1990 – fúze s UEC Graz ⇒ EC Graz
- 1990 – zánik
- 2008 – obnovení činnosti po fúzi s klubem EHC Blau Weiß Eggenberg

## Získané trofeje
- Rakouský mistr v ledním hokeji ( 2× )
  - 1974/75, 1977/78

## Přehled ligové účasti
Zdroj:
- 1962–1963: Eishockey-Nationalliga (2. ligová úroveň v Rakousku)
- 1963–1965: Österreichische Eishockey-Liga (1. ligová úroveň v Rakousku)
- 1965–1966: Eishockey-Nationalliga (2. ligová úroveň v Rakousku)
- 1966–1980: Österreichische Eishockey-Liga (1. ligová úroveň v Rakousku)
- 1980–1981: Eishockey-Nationalliga (2. ligová úroveň v Rakousku)
- 1989–1990: Österreichische Eishockey-Liga (1. ligová úroveň v Rakousku)
- 1990–1998: viz EC Graz
- 2010–2012: Eishockey-Nationalliga (2. ligová úroveň v Rakousku)
- 2012–2014: Steirische Eliteliga (4. ligová úroveň v Rakousku)
- 2014– : Steirische Eliteliga (3. ligová úroveň v Rakousku)

## Účast v mezinárodních pohárech
Zdroj:
Legenda: SP - Spenglerův pohár, EHP - Evropský hokejový pohár, EHL - Evropská hokejová liga, SSix - Super six, IIHFSup - IIHF Superpohár, VC - Victoria Cup, HLMI - Hokejová liga mistrů IIHF, ET - European Trophy, HLM - Hokejová liga mistrů, KP – Kontinentální pohár
- EHP 1975/1976 – 2. kolo
- EHP 1978/1979 – 4. kolo